# Zugpferdemuseum
Das Zugpferdemuseum besteht seit dem Jahr 2000 auf dem historischen Annenhof in Lütau. Es befasst sich mit der Kulturgeschichte des Arbeitspferdes. Das 1726 erbaute Hofensemble umfasst ein Haupthaus mit Durchfahrtsscheune, Stallungen und ein Gäste- und Seminarhaus sowie je einen für Besucher zugänglichen Rosen- und Meditationsgarten und weitere Freiflächen. Der Verein zur Förderung und Dokumentation des pferdebespannten Fuhrwesens unterstützt die Erhaltung und Restaurierung der Exponate.

## Die Dauerausstellung
Das Zugpferdemuseum gibt Einblicke in die durch Pferdekraft geprägte Zeit der Industrialisierung. Es verdeutlicht die wesentliche Rolle von Zugtieren (Pferden, Eseln, Ochsen, Ziegen, Hunden – aber auch Kamelen und Elefanten) für die menschliche, kulturelle und wirtschaftliche Entwicklung zur Moderne. Dabei steht der Pferdeinsatz im urbanen Raum im Mittelpunkt. Die Dauerausstellung präsentiert unter anderem die Zusammenhänge zwischen Pferdekraft und dem Bau von Kulturdenkmälern wie dem Eiffelturm und der Titanic. Dabei stehen nicht nur visuelle, sondern vor allem haptische Wissensvermittlung im Vordergrund.

## Die Sammlungen
Die Sammlungen umfassen Großinventar aus professionellen Ställen (Geschirre für Vierer-, Sechser- und Zehnergespanne), veterinärmedizinische Instrumente, sowie Post-, Bier- und Militärwagen mit ihrer vollständigen Ausrüstung. Pferdeschlitten für die Personenbeförderung sowie Lastenschlitten als Transportmittel im Winter inklusive des besonderen Schlittengeläutes stehen für Spezialfahrzeuge rund um das pferdebespannte Fuhrwesen. Bücherei-Sammlungen und Berichte von Zeitzeugen ergänzen die Ausstellung. Dokumentationen die Basisinformationen über Pferde betreffend – Zucht, Verbreitung, Haltung, Veterinärmedizin – stehen in Zusammenhang mit dem Einsatz von Zugpferden. Im Museum leben außerdem drei Kaltblüter der Rassen Rheinisch-Deutsches und Schleswiger Kaltblut.

## Forschungsarbeit
Die Forschungsarbeit und Dokumentation konzentriert sich auf Zugtiere in den Bereichen Handel, Gewerbe, Industrie, Kommunikation (Post) und Militär. Das Zugpferd in der Landwirtschaft findet in jenen Bereichen Erwähnung, die nicht von regionalen und Freilichtmuseen abgedeckt werden. Der 2009 erschienene Band „Als Pferdestärken noch starke Pferde waren“ besteht nicht nur als Museumskatalog von Teilen der Sammlung, sondern auch als erstes ausführliches Standardwerk zum Thema pferdebespanntes Fuhrwesen im urbanen Raum des 19. und 20. Jahrhunderts.
In zeitlicher Ordnung werden drei Abschnitte präsentiert: Hoch-/Spät-Mittelalter (Intensivierung des europäischen Handels/Überlandtransporte), Neuzeit (Kommunikation/Post, Militär) und Industrialisierung (Pferd und Technik, Logistik).

## Großveranstaltungen
Neben wechselnden Sonderausstellungen wird zweijährlich das Salzstrassen-Spectaculum auf den Flächen des Zugpferdemuseums abgehalten. Diese Veranstaltung ist die Saisoneröffnung und bietet neben mittelalterlichen Händlern und Marktbeschickern ein breites Spektrum historischen Handwerkes, mittelalterlicher Musik und Kleinkunst. Alle Einnahmen sichern die Existenz des Museums, die Erhaltung und Pflege der Exponate und des Geländes.

## Pädagogische Leistungen
Die wortwörtliche „Greifbarkeit“ vieler Exponate ermöglicht auch Menschen mit Behinderungen einen direkten Zugang zum Thema. Obwohl die Ausstellung nicht durchgängig barrierefrei ist, gibt es zahlreiche Möglichkeiten die Themen zu erfahren. Geschirrteile, Glocken, Werkzeuge und Wagen dürfen (und sollen) berührt werden. Neben dem Tastsinn (eiserne Hufeisen, Holzräder, weiche Pferdedecken) werden auch der Geruch (Leder, Heu) und das Gehör (Schlittengeläut, Tiergeräusche) angesprochen. Für Schulklassen jeder Klassenstufe oder Kindergruppen bestehen eigene Programme.